# To Hell and Back
To Hell and Back (bra: Terrível como o Inferno) é um filme estadunidense de 1955 do gênero guerra, dirigido por Jesse Hibbs e estrelado por Audie Murphy.

## Sinopse

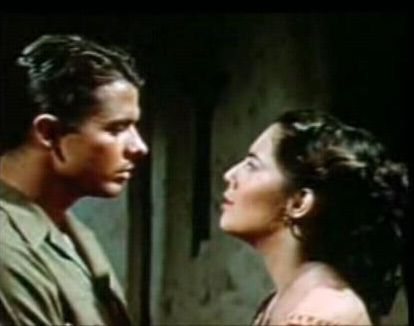
Audie Murphy em cena do filme